# Сребренко Репчић
Сребренко Репчић (Шамац, 1. децембар 1954) бивши је југословенски и српски фудбалер.

## Каријера
На почетку каријере је играо за ФК Борац из Шамца, али је врхунац каријере достигао у Црвеној звезди када је у лето 1979. прешао из ФК Сарајева у овај познати београдски клуб.
Заједно са Радомиром Савићем, Репчић је дошао у Црвену звезду након играња у ФК Сарајеву где је био најбољи стрелац клуба четири сезоне. У првој сезони играња за Црвену звезду (1979/80) постигао је 7 лигашких голова у 33 наступа. Такође је показао врхунску игру у истој сезони у Купу УЕФА у осмини-финала у утакмици против Бајерна из Минхена. Црвена звезда је губила 0:2 након прве утакмице у Минхену, али је водила 3:0 у 50. минуту реванш утакмице на Маракани, након што је Репчић постигао један гол, као и Владимир Петровић Пижон и Дуле Савић. Нису успели да избаце Немце, јер је Бајерн те ноћи постигао два гола и утакмица се завршила резултатом 3:2, што није било довољно за пролаз.
Репчић је напустио Црвену звезду у лето 1983. године. После Звезде наступао је за турски Фенербахче (од 1983. до 1985. године). Са клубом из Истанбула освојио је шампионску титулу 1985. и два Суперкупа Турске 1984. и 1985. године. Носио је и дрес Стандарда из Лијежа од 1985. до 1988. године, а каријеру је завршио у француском Генгану на крају сезоне 1988/89.
Једно време је био и фудбалски тренер. Радио је у француском клубу Левалоа где је тренирао младог Дидијеа Дрогбу.

## Репрезентација
У дресу репрезентације Југославије одиграо је један сусрет, дана 22. марта 1980. против Уругваја (3:1) у Сарајеву. Био је у саставу олимпијске репрезентације на играма одржаним 1980. године у Москви.

## Трофеји
- Црвена звезда
  - Првак Југославије: 1980, 1981.
  - Куп Југославије: 1982.
- Фенербахче
  - Првак Турске: 1985.
  - Супер куп Турске: 1984, 1985.